# Lahnajärvi (sjö i Hirvensalmi, Södra Savolax)
Lahnajärvi är en sjö i kommunen Hirvensalmi i landskapet Södra Savolax i Finland. Sjön ligger 106,6 meter över havet. Arean är 87 hektar och strandlinjen är 7,58 kilometer lång. Sjön  ingår i Kymmene älvs huvudavrinningsområde.   Den ligger omkring 19 kilometer sydväst om S:t Michel och omkring 190 kilometer nordöst om Helsingfors. 